# Jane Myddelton
Jane Myddelton o Middleton, nacida Needham (1645-1692), fue una cortesana famosa por su belleza durante la Restauración.

## Biografía
Hija de Sir Robert Needham (muerto en 1661), sobrino de Robert Needham, I vizconde Kilmorey, y de su segunda esposa Jane, hija de William Cockayne de Clapham, Jane nació en Lambeth a finales de 1645, siendo bautizada en la iglesia homónima el 23 de enero de 1646. Jane contrajo matrimonio en dicha iglesia el 18 de enero de 1660 con Charles Myddelton de Ruabon, tercer hijo superviviente de Sir Thomas Myddelton de Chirk, con quien residió en Londres, donde al parecer subsistieron por un tiempo con ayuda económica de sus parientes. El matrimonio tuvo una única hija, Jane.
Pese a su condición de casada, Jane era cortejada por numerosos admiradores: Carlos II de Inglaterra; el duque de York; Philibert de Gramont; el vizconde Ranelagh; William Russell; Edmund Waller; Charles de Saint-Évremond; y Francis Russell. Supuestamente, Jane fue amante de Ralph Montagu, I duque de Montagu, y posteriormente de Lawrence Hyde, I conde de Rochester. 
Durante 1667, el matrimonio se trasladó a vivir al norte de Charles Street, por aquel entonces en el extremo oeste de la capital. Jane poseía una propiedad en Greenwich, siendo además una invitada frecuente de George Villiers, II duque de Buckingham, en Clevedon.
Tras la subida al trono de Jacobo II de Inglaterra, Jane obtuvo supuestamente una pensión anual de 500 libras del dinero del servicio secreto. Su esposo, quien durante algunos años había recibido una cantidad equivalente a 400 libras anuales, murió en la bancarrota en 1691, muriendo Jane al año siguiente y siendo enterrada junto a su esposo en la iglesia de Lambeth.